# Leiurus
Leiurus Ehrenberg, 1928 è un genere di scorpione della famiglia dei Butidi.

## Tassonomia
Comprende le seguenti specie:
- Leiurus abdullahbayrami Yagmur, Koc & Kunt, 2009
- Leiurus arabicus Lowe, Yagmur & Kovarik, 2014
- Leiurus brachycentrus (Ehrenberg, 1829)
- Leiurus haenggii Lowe, Yagmur & Kovarik, 2014
- Leiurus heberti Lowe, Yagmur & Kovarik, 2014
- Leiurus hebraeus (Birula, 1908)
- Leiurus jordanensis Lourenço, Modry & Amr, 2002
- Leiurus macroctenus Lowe, Yagmur & Kovarik, 2014
- Leiurus quinquestriatus (Ehrenberg, 1828)
- Leiurus savanicola Lourenço, Qi & Cloudsley-Thompson, 2006